# 14e régiment d'artillerie (France)
Pour les articles homonymes, voir 14e régiment.
Le 14e régiment d'artillerie (14e RA) est régiment d'artillerie français, créée en 1834 pendant la monarchie de Juillet au moyen d'éléments provenant de divers régiments d'artillerie.

## Création et différentes dénominations
- 1834 : 14e régiment d'artillerie
- 1854 : 14e régiment d'artillerie à cheval
- 1860 : 14e régiment d'artillerie monté
- 1872 : 14e régiment d'artillerie
- 1883 : 14e régiment d'artillerie de campagne
- 1919 : 14e régiment d'artillerie de campagne porté
- 1923 : dissous
- 1939 : 14e régiment d'artillerie divisionnaire
- 1940 : dissous

## Chefs de corps
- 26 mai 1834 : François Ignace Delort de La Flotte
- 24 février 1839 : Charles Edmé François Xavier Michel Mariez
- 20 juin 1847 : Louis Étienne Thouvenin
- 17 juin 1848 : Jean Louis Auguste Olry
- 10 mai 1852 : Edmond Le Bœuf
- 24 novembre 1854 : Gaëtan de Rochebouët
- 1er avril 1855 : Antoine Adolphe Chautan de Vercly
- 24 mars 1860 : Henri Jean Maigné
- 19 avril 1867 : Joseph Jules Saint-Rémy
- 15 juillet 1871 : François Amédée de Franchessin
- 14 juillet 1874 : Eugène Jean René Pontgérard
- 1879 : colonel Zoegger
- 1884 : colonel Séard
- 1886 : colonel Gros
- 1891 : colonel Heintz
- 1895 : colonel Armand
- 1896 : colonel Bernard
- ? (avant août 1914) : Vincent du Portal
- juillet 1915 : colonel Ducrocq
- 25 mars 1917 : lieutenant-colonel Delmas
- 6 octobre 1917 : lieutenant-colonel Bellier
- février 1918 :  commandant, chef d'Escadron (juin 1918) puis lieutenant-colonel (septembre 1918) Chartier

## Historique des garnisons, combats et bataille

### De 1834 à 1848
Le 14e régiment d'artillerie est créé par l'ordonnance du 18 septembre 1833.
Il est formé en mai 1834 à Toulouse, avec 1 batterie à cheval du 7e régiment d'artillerie et 1 batterie à cheval du 10e régiment d'artillerie, 4 batteries montées des 4e, 5e, 7e et 10e régiment d'artillerie, et 6 batteries à pied provenant des 5e, 7e et 10e régiments d'artillerie. Ces 6 batteries furent immédiatement montées,.
Les garnisons qu'il a occupées sont : Toulouse en 1834, Valence en 1839, Lyon en 1843, et Strasbourg en 1848.
De 1837 à 1839, la 4e batterie est envoyée en Algérie, et participe au siège de Constantine en 1837.
De 1840 à 1844, les 4e et 5e batteries sont envoyées en Algérie et participent aux expéditions de Miliana, de Médéa, Le Chétif, de Tlemcen et à la bataille d'Isly.

### Second Empire
Il est en garnison à Douai en 1850 et à Vincennes en 1858.
En 1854-1855 le régiment est envoyé en Crimée et participe au siège de Sébastopol et à la bataille de Traktir.
Il est devenu, dans l'organisation du 14 février 1854, le « 14e régiment à cheval ». Il n'avait, en conséquence, conservé que son état-major et ses 2 batteries à cheval, avait reçu 6 batteries à cheval, dont 3 batteries à cheval du 1er régiment d'artillerie, 2 batteries à cheval du 6e régiment d'artillerie et 1 batterie à cheval du 12e régiment d'artillerie, et avait versé toutes ses batteries à pied, montées ou non montées : 4 batteries au 3e régiment d'artillerie, 1 batterie au 4e régiment d'artillerie, 1 batterie au 9e régiment d'artillerie et 6 batteries au 10e régiment d'artillerie.
En 1859, durant la Campagne d'Italie, il participe à la bataille de Magenta.
Le décret impérial du 20 février 1860, qui prescrivait la formation de 3 nouveaux régiments montés, mit celui-ci sous le nom de 18e régiment d'artillerie.

Par ce même décret, le nouveau 14e régiment d'artillerie est formé à Rennes et composé avec 5 batteries du 8e régiment d'artillerie et 5 batteries du 9e régiment d'artillerie.
Le régiment a tenu garnison à Rennes en 1860, à Auxonne en 1866, et à Toulouse en 1868.
Lors de l'expédition de Chine en 1860, il participe à l'attaque des forts du Peï-Ho, à l'attaque Tien Tsin à la prise de Pékin, au combat de Tchang-Ki-Ouang et  à la bataille de Palikao.
L'année suivante, il est envoyé en Cochinchine et il participe à la bataille de Ky Hoa, à la prise de Mỹ Tho et de « Tong Kéan ».
Revenu en France, il fait partie du corps expéditionnaire envoyé à Rome, de 1867 à 1870 pour soutenir la République romaine.

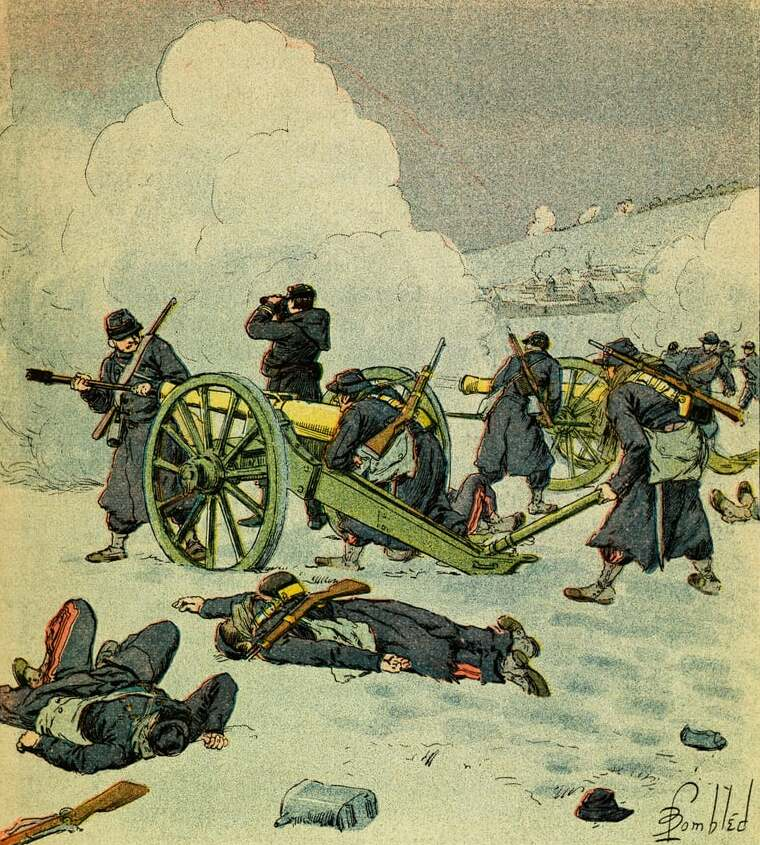
La à la bataille d'Héricourt (15 janvier 1871).

En 1870, les batteries du régiment sont éclatées dans plusieurs armées qui participent à divers engagements :
- Armée du Rhin : défense de Metz, bataille de Rezonville, bataille de Saint-Privat, bataille de Ladonchamps.
- Armée de Châlons : bataille de Beaumont, bataille de Mouzon, bataille de Bazeilles, bataille de Sedan.
- Défense de Paris : Bataille de Chatillon, bataille de La Malmaison, bataille de Champigny et de Villiers, bataille du Bourget, bataille de Buzenval.
- Armée de Vosges : bataille de Cussey[5], bataille de La Bourgonce, bataille de Dijon, combat de Saint-Apollinaire[6]
- Armée de la Loire : bataille de Ladon[7],[8], bataille de Beaune-la-Rolande, bataille de Loigny, bataille de Patay[9], bataille d'Orléans, bataille de Beaugency[10], bataille de Chambord[11],[12], bataille de Morée[13],[14], bataille de Montoire[15], bataille du Mans, bataille de Sillé-le-Guillaume[16],[17]
- Armée de l'Est : bataille de Villersexel, bataille d'Héricourt

### De 1871 à 1914
Il se trouve à Tarbes de 1872 à 1914.
Lors de la réorganisation de 1872, il garde 9 batteries, reçoit 2 batteries à cheval du 24e régiment d'artillerie, et cède 1 batterie à pied au 23e régiment d'artillerie, 3 batteries montées au 24e régiment d'artillerie et 2 batteries montées au 26e régiment d'artillerie.
La réorganisation de 1873 place le 14e régiment d'artillerie dans la 18e brigade d'artillerie, et il perd ses batteries à cheval qui vont ; l'une au 24e régiment d'artillerie et l'autre au 34e régiment d'artillerie.

### Première Guerre Mondiale
En casernement à Tarbes

#### Affectation
18e brigade d'artillerie, artillerie de la 36e division d'infanterie.
Composition : 3 groupes de 9 batteries de 75 (36 canons).

#### 1914
Le 2 août 1914, le 14e régiment d'artillerie de campagne quitte sa garnison à Tarbes et s'embarque les 7, 8 et 9 août pour aller en Lorraine où se concentrait le 18e corps d'armée. Appelé en Belgique avec les autres éléments du corps d'armée le régiment s'embarque de nouveau à Toul. Il débarque à Avesnes, Fourmies et Anor et marche en avant jusqu'à Thuin et Gozée, situés en territoire belge. Le contact avec l'ennemi a lieu le 23 août.
Pendant toute cette journée, les 3 groupes exécutent des tirs violents sur l'infanterie et sur l'artillerie ennemie mais est contraint de se replier par Clairfayts, Liessies, Buironfosse et Villers-le-Sec.
Le 29 août, l'infanterie de la 36e division d'infanterie lance une offensive sur la rive droite de l'Oise et refoule l'ennemi avec l'aide des 3 groupes du 14e RAC. Malgré le succès de ces opérations, la division d'infanterie reçoit l'ordre de repli. Le régiment poursuit alors son mouvement en rétrogradant par étapes, qui s'effectue par Sissy, Renansart, Monceau-lès-Leups, Crépy-en-Laonnois, Bucy-lès-Cerny, Foucaucourt, puis il franchit le canal de l'Ailette à Anizy-le-Château puis l'Aisne à Vailly.
Le 2 septembre, le régiment est pris sous de violents feux d'artillerie et de mitrailleuses sur la route de Mont-Notre-Dame.
Les jours suivants, le régiment continue son repli par Sergy, Courmont, Jaulgonne où la Marne est franchie sur un pont suspendu, puis Courtemont et Connigies.
Le 4 septembre 1914, le régiment est relevé et sedirige sur Meillerav et stationne le lendemain à Saint-Martin-des-Champs.
Le 6 septembre 1914, la division se porte sur Rupéreux ou, bousculé l'ennemi bat en retraite.
Talonnant l'envahisseur, le régiment se porte rapidement en avant par Augers et Pierrelez. Le 8 septembre, les 1er et 3e groupes bombardent le village de Marchais-en-Brie où l'ennemi s'accroche désespérément et, après une lutte acharnée, l'infanterie enlève le village. La Marne est franchie et la poursuite continue par Essômes, Fère-en-Tardenois, Cierges, Coulonges, Dravegny, Mont-sur-Courville et Unchair.
Le 13 septembre, les avant-gardes appuyées par le 2e groupe franchissent l'Aisne à Maizyet et poussent rapidement vers Craonne. Mais l'ennemi a reçu l'ordre de tenir coûte que coûte sur cette position. Il y creuse des tranchées et les réactions de son artillerie se font de plus en plus violentes. Les reconnaissances du 2e groupe qui se portaient en avant pour préparer l'attaque de Craonne sont arrêtées au carrefour d'Oulches et de Craonnelle par l'infanterie ennemie. Le lendemain, la bataille continua, elle fut très dure mais le plateau de Vauclerc est enlevé et la 36e division pût s'établir solidement à 6 kilomètres au nord de l'Aisne.
Le 14 septembre marque la fin de la guerre de mouvement. Dans la période du 23 août au 14 septembre, le régiment est engagé constamment.
La Division solidement établie au nord de l'Aisne doit soutenir des combats très durs notamment le 17 septembre où l'ennemi essaye d'enlever la ferme d'Hurtebise et durant lesquels la 8e batterie est citée à l'ordre du corps d'armée :
« La 8e Batterie, réoccupant au point du jour, une position occupée la veille, s'est trouvée subitement à 50 mètres sous le feu le plus vif de tirailleurs d'infanterie ennemie. A pu sortir de cette situation dangereuse par la valeur de ses Officiers, les Lieutenants SCHMELTZ et ILLARTEIN, le Sous-Lieutenant de réserve JOLY et par la bravoure de tout son personnel, grâce enfin à la direction énergique de son commandant le Capitaine TILLE. »
Le 20 septembre, le front est complètement stabilisé. Le 2e groupe est en position au nord de Beaurieux, le 1er groupe à Le Blanc-Sablon le 3e groupe au nord de la ferme Cuissy.
Pendant les mois de septembre, octobre et novembre, de violentes attaques locales ont lieu dans les régions d'Hurtebise et du moulin de Vauclerc.
Divers changements de position sont effectués qui amènent le 1er groupe dans la région de Jumigny-Vassogne, le 2e groupe dans la région de Blanc-Sablon et le 3e groupe au nord de Beaurieux.

#### 1915
C'est dans cette situation qu'une attaque violente surprend les groupes le 25 janvier 1915. C'est la bataille de la Creute également appelée bataille de Craonne. Cette attaque avait pour objet de rejeter les troupes Françaises au sud de l'Aisne. Les combats sont meurtriers, et malgré une résistance de fer, les assaillants parviennent à enlever la ferme d'Hurtebise et la creute située au nord de Vassogne. Le 27 au matin, les Allemands sont maîtres de la totalité des anciennes positions françaises sur le plateau du Chemin des Dames.
Le secteur étant ensuite généralement calme, le régiment augmente, les positions défensives, la protection des casemates et d'organise un système complet de positions en vue d'une offensive prochaine.
En juillet 1915, le Colonel Ducrocq prend le commandement du régiment.

#### 1916
Le 20 avril 1916, la 36e DI est relevée du secteur de l'Aisne, et est dirigé par étapes sur Épernay par Loupeigne et Cuisles. Arrivé à Cuisles, il reste quelque temps sur place et exécute des manœuvres au camp de Fère-en-Tardenois. Les 28 et 29 avril, il s'embarque à Épernay et débarque dans la région de Sommeilles-Nettancourt. Le régiment stationne jusqu'au 3 mai dans la région de Rancourt et se dirige sur Verdun par Louppy-le-Petit, Seraucourt où il séjourne à nouveau et manœuvre jusqu'au 23 mai 1916.
Après cette période de repos, il rejoint la zone des combats et se porte par Seraucourt et Landrecourt dans le secteur de Souville où il relève l'artillerie de deux autres divisions, les 26 et 27 mai 1916.
L'appui du 14e d'artillerie s'exécute depuis les environs du fort de Douaumont jusqu'au bois de la Caillette. Le 1er groupe est en position sur la croupe ouest de Fleury, le 3e groupe est en position sur le versant nord de la croupe du fort de Souville et le 2e groupe est en position au fort Saint-Michel.
L'ennemi se montre très mordant pendant cette période, exécutant plusieurs fois par jour des attaques locales avec de gros effectifs. À partir du 4 juin, les attaques ennemies deviennent
de plus en plus fréquentes et plus puissantes. La relève du régiment commencée dans la nuit du 7 au 8 juin 1916 est interrompue par suite d'une forte attaque ennemie commencée le 7 qui réussit à enlever le fort de Vaux et qui s'étendit le 8 vers l'ouest de la zone d'action du régiment. La gauche fléchit à la ferme Thiaumont et l'infanterie française est refoulée jusqu'à Fleury. Après de violentes contre-attaques, les troupes finissent par arrêter l'ennemi et la situation se stabilise légèrement, permettant de terminer la relève du régiment le 10 juin.
Les 9 batteries du régiment ont tiré une moyenne de 27 000 coups par jour, soit en tirs de barrage, soit en tirs systématiques de harcèlement, soit en tirs de peignage sur les premières lignes ennemies. Toutes les batteries du régiment ont été systématiquement contrebattues par l'artillerie allemande recevant chacune, une moyenne de 800 à 1 000 obus de 150. Durant cette période le régiment a perdu 15 tués et 57 blessés.
Après, relève, le régiment est regroupé à Dampierre-le-Château où il stationne jusqu'au 22 juin, quand il est dirigé vers le secteur de Sainte-Menehould. Du 23 juin au
23 septembre 1916, le régiment se trouve dans l'Argonne, un secteur calme.
Le 24 septembre 1916, le régiment commence son mouvement vers le camp de Mailly par Somme-Yèvre, Coupéville, Coole, et Torcy-le-Grand. Le 30 novembre, il est dirigé par étapes sur la Somme par Châtillon-sur-Morin, Révillon, Saint-Augustin, Mitry, Asnières-sur-Oise, Précy-sur-Oise (20 décembre), Reuil-sur-Brêche, Villers-aux-Érables et il relève un autre régiment d'artillerie.

#### 1917
Du 25 décembre 1916 au 16 février 1917, le régiment tient le secteur de Deniécourt par un hiver très rigoureux. Il exécute de nombreux tirs de harcèlement et subit de nombreux tirs de destruction de la part de l'ennemi.
Le 16 février le régiment est relevé par l'armée anglaise, et quitte le secteur de la Somme. Il se dirige vers Clermont de l'Oise par Thennes-Bertaucourt, Pisseleu, près du camp de Crèveçoeur où il manœuvre jusqu'au 12 mars, date à laquelle il va participer à l'attaque de Lassigny le 18 mars.
Les batteries se portent en avant jusqu'au canal Crozat, puis sont ramenées en arrière du front à Nointel, près de Clermont de l'Oise.
Le 25 mars, le lieutenant-colonel Delmas prend le commandement du régiment.
Le régiment se dirige sur l'Aisne par Nointel, Chevrières, Morienval, Maucreux, Beugneux et Révillon et est mis à la disposition de la division Marchand.
Le 28 mars, il occupe des positions dans le secteur de Jumigny, en vue de l'offensive générale du 16 avril 1917.
Dans la période du 28 mars au 21 avril, les batteries du régiment restent dans le secteur de Jumigny, participent à l'attaque du 16 avril, exécutant des tirs de brèches, de destruction, d'accompagnement d'attaque, et de barrage.
Retiré du secteur de Jumigny le 21 avril, le régiment est regroupé au sud de la Vesle, près de Unchair et Mont-sur-Courville, qu'il quitte le 22 avril pour se porter dans le secteur de Blanc-Sablon. Du 26 avril au 15 juin 1917, le régiment prend une part brillante aux actions de la 36e DI qui ont amené les 4 et 5 mai 1917, la prise de Craonne et du plateau de Californie. Le régiment recueille un peu de la gloire de la 36e DI qui eut les honneurs du communiqué officiel du 3 juin 1917 : 
« les mêmes régiments qui s'étaient couverts de gloire en enlevant les 4 et 5 mai, Craonne et les plateaux de Californie et Vauclerc, ont de nouveau fait preuve d'une admirable vaillance dans la défense des positions qu'ils avaient conquises. »
Pendant cette période, le régiment a eu 16 tués et 80 blessés.
Relevé du front le 15 juin, le régiment se porte par Saint-Gilles, Fère-en-Tardenois, Saint-Agnan, L'Échelle-le-Franc, les Essarts, dans la région de Sézanne où il s'embarque. Il débarque le 21 juin à Vesoul où il se repose.
Le 8 juillet, il se porte par Arpenans, Ronchamp, Chaux, dans le secteur de Lachapelle-sous-Rougemont, en Alsace, où il reste du 13 juillet 1917 au 11 septembre 1917. Le secteur depuis Cernay jusqu'au canal du Rhône au Rhin est dans l'ensemble très tranquille. L'ennemi se borne à bombarder systématiquement toutes les batteries du régiment qui sont bouleversées et subissent de fortes pertes.
Après avoir été relèvé, le régiment séjourne dans la région de Rougegoutte jusqu'au 1er octobre, date à laquelle il s'embarque à Bas Évette et Belfort. Il débarque à Saint-Hilaire et cantonne à Courtisols jusqu'au 6 octobre ou le commandement du régiment est pris par le lieutenant-Colonel Bellier.
Du 6 octobre 1917 au 24 octobre, le régiment tient le secteur d'Aubérive, en Champagne, face à Sainte-Marie-à-Py et à Vaudesincourt.
Le 10 octobre, grâce aux tirs de barrage du régiment déclenchés à temps, une attaque ennemie sur 3 points du secteur est repoussée ainsi qu'une autre attaque est déclenchée le 12 octobre.
Le 25 octobre, le régiment change de secteur, il occupe du 30 octobre 1917 au 2 mars 1918, toujours en Champagne, le secteur de Tahure, défendant le
front compris entre la Galoche à l'est et le bois au nord-ouest de Perthes.
Le secteur occupé est le type d'un secteur stabilisé, mais agité, car c'est la période des coups de main. Les Allemands font beaucoup de contre-batterie, et les groupes subissent de nombreux bombardements par obus à ypérite. Les troupes françaises exécutent également des coups de main comme le 21 novembre, sur le « saillant des Mures », le 27 novembre sur le « saillant du Coucou », le 11 décembre au sud de Tahure.

#### 1918
Après avoir dispersé plusieurs coups de main sur le saillant de Tahure, les troupes françaises en lancent le 28 janvier sur la butte de Tahure, puis sur le saillant de la Galoche qui est enlevé le 13 février 1918.
En février 1918 le commandant Chartier prend le commandement du régiment.
Les 1er et 2 mars 1918, le régiment est relevé et fait route par Cuperly, Écury-sur-Coole, Gigny-aux-Bois, Coclois, sur Margerie où il reste jusqu'au 25 mars, date à laquelle il s'embarque pour la région de Montdidier.
Débarqué à Chevrières, il cantonne à Antheuil. Le 26 mars, il est mis à la disposition du 2e corps de cavalerie, qui le porte dans la journée du 27 dans la région sud de Montdidier, en soutien de la 22e DI. L'infanterie de la 36e DI, débarquée dans la nuit du 27 au 28 mars, entre en ligne.
Dans l'après-midi, la 36e DI procède à une attaque générale afin d'arrêter la progression allemande. Le village d'Assainvillers est pris par le 34e RI. Dans, la nuit du 28 au 29 mars, les 2e et 3e groupes se portent en avant en vue de soutenir la progression de l'infanterie qui doit continuer le 29. Malheureusement les deux attaques déclenchées dans cette journée échouent devant la multitude de mitrailleuses que l'ennemi avait établies sur le terrain. La journée du 30 est marquée par une forte pression de l'ennemi qui attaque sur toute la ligne. Mais vers le soir, par suite d'un fléchissement, le 34e RI est obligé d'abandonner Assainvillers et de se replier jusqu'aux lisières du « bois de Vaux ». Pendant cette journée, l'infanterie allemande s'étant approchée jusqu'à 500 mètres des batteries du 14e RAC, celles-ci se replient, au soir.
Pendant trois jours, le régiment a eu 6 tués et 40 blessés et a tiré plus de 22 000 coups.
Par ordre no 431 de la 3e armée, le régiment est cité à l'ordre de l'armée avec le motif suivant :
« Du 27 mars au 1er avril 1918, sous les ordres du Commandant Chartier, a pris une part splendide aux opérations de la Division. Poussant des batteries à 1 000 mètres de l'ennemi pour soutenir nos attaques, a maintenu l'une d'elles à 500 mètres de la ligne de feu pour contenir l'ennemi dont il a ainsi contribué a arrêter par des tirs à vue, les assauts répétés. Avait glorieusement contribué au succès des combats des 4 et 5 mai 1917. »
Pendant les mois davril et de mai, les batteries développent une grande activité dans l'aménagement de leurs positions en vue de résister à une forte attaque ennemie prévue. C'est également dans cette perspective que des tirs de harcèlement nourris sont exécutés jour et nuit. La consommation atteignant pour les 24 heures jusqu'à 8 000 coups pour le régiment. L'artillerie allemande, qui n'est pas inactive, lance des tirs d'efficacité et de harcèlement de 150 et 210, le 3e groupe recevant plus de 6 000 coups de tous calibres.
Cependant l'Allemagne préparait une attaque entre Montdidier et Lassigny, dont la, préparation était révélée le 6 juin par des reconnaissances aériennes.
Le 8 juin 1918 à 23 h30, la préparation allemande se déclenche, c'est le début de l'opération Gneisenau. Elle dure 4 heures pendant lesquelles toutes les batteries exécutaient des tirs de contrepréparation, malgré les bombardements violents à obus à gaz et explosifs de tous calibres. 
Le 9 juin à 3 h20, l'infanterie allemande aborde la 1re ligne française dont l'artillerie tire sans arrêt jusqu'à 9 heures. A ce moment l'attaque est enrayée sur le front de la division.

Pendant l'après-midi du 9 juin, les Allemands tentent quelques infiltrations, dont la plus importante a lieu dans la direction de Tricot et Courcelles. Pour la journée, la consommation se chiffre par 27 000 coups. Malgré l'avance de l'ennemi, qui s'est approché à moins de 800 mètres de certaines batteries, aucune n'a bougé. Par suite d'un fléchissement, le village de Méry tombe entre les mains de l'envahisseur. Le 10 juin, le 3e groupe étant fortement menacé de flanc, la 9e batterie tire à vue sur l'infanterie ennemie jusqu'au moment où elle est obligée de se replier sous le feu des mitrailleuses. Le 11 juin, les batteries participent à la grande contre-offensive menée par le groupement Mangin avec chars d'assaut. Le village de Méry est repris et la division menacée sur son flanc droit est dégagée.

Dans cette période du 30 mars au 22 juin, le régiment a perdu 20 tués, 146 blessés et 3 disparus.

Il est cité à l'ordre du 35e CA avec le motif suivant :
« Brillant régiment qui, sous les ordres du Chef d'Escadron Chartier, a, par la précision de ses tirs, la hardiesse de son personnel et sa liaison étroite avec l'infanterie, contribué puissamment a arrêter l'ennemi dans ses attaques du 9 au 13 juin 1918. »
Le 22 juin 1918, le régiment est relevé et va cantonner à Nointel, puis s'embarque à Liancourt. Les batteries sont transportées par voie de fer à Sommeilles-Nettancourt et prennent le secteur de la vallée de l'Aire, dans le secteur de la butte de Vauquois, en occupant d'abord la 2e position, puis la 1re position à partir du 13 juillet 1918. Les Allemands font une préparation d'attaque dans la nuit du 13 au 14 juillet, mais aucune attaque d'infanterie ne se produit, l'attaque réelle ayant lieu en Champagne sur l'armée Gouraud. Le secteur tenu du 13 juillet au 25 août est le type du secteur calme. Peu de tirs sont exécutés.
Un coup de main sur la butte de Vauquois a toutefois lieu le 4 août 1918.
Retiré du secteur le 23 août, le régiment se dirige par Les Charmontois, Vroil, vers Sommeilles ou il s'embarque à nouveau le 29 août 1918, et débarque à partir du 30 août à Longueil-Sainte-Marie et va cantonner dans la région de Rhuis.
Le 9 septembre 1918, le régiment est rassemblé dans la région nord-ouest de Soissons et à Saint-Christophe-à-Berry et passe en soutien de la 1re division marocaine qui est positionnée face à la ligne Hindenburg au sud de Pinon, position dans laquelle elle a mordu et que l'ennemi tente de dégager les 11 et 13 septembre par des attaques violentes dispersées par l'artillerie du 14e RAC.
La DI marocaine, appuyée par le régiment, attaque le 14 septembre et réussit à enfoncer la ligne ennemie dans la région du Moulin de Laffaux. Les Allemands réagissent violemment les 15 et 16 septembre. La 36e DI relève la division marocaine et soutient victorieusement les assauts répétés de l'ennemi qui tente, mais en vain, les 18, 19 et 20 septembre, de rétablir sa ligne. La 36e DI prenant alors l'offensive mord de plus en plus dans la ligne Hindenburg, soutenue au mieux de ses intérêts par le 14e RAC.

Devant les attaques répétées de la  36e DI, les Allemands abandonnent le 28 septembre la ligne Hindenburg et se replient derrière le canal d'Anizy-le-Château.

Pendant cette courte période du 9 au 28 septembre 1918, le régiment a tiré plus de 130 000 obus, a reçu plus de 30 000 obus de gros calibre sur ses batteries et a eu 6 tués et 47 blessés.

Il a été cité à l'ordre de la 10e armée, no 346, du 1er novembre avec le motif :
« Régiment d'élite, sous la conduite énergique et habile de son chef, le Lieutenant-Colonel Chartier, a montré en toutes occasions, les plus belles aptitudes manœuvrières, la plus haute conscience de son rôle d'appui de l'infanterie. Dans la période du 9 au 25 septembre 1918, au cours des combats livrés devant Allemant, a largement contribué par la précision de ses tirs, aux succès de nos opérations offensives ainsi qu'à l'échec des contre-attaques de l'ennemi. »
Cette 2e citation à l'ordre de l'armée confère au régiment le port de la fourragère aux couleurs de la Croix de guerre.
À partir du 28 septembre, l'ennemi se replie par bonds successifs depuis le canal d'Anizy-le-Château jusqu'à la Hunding-stellung, talonné par les troupes alliées.
Le 19 octobre 1918, le régiment attaque la Hunding-stellung à Verneuil. La position est enlevée grâce à la précision des tirs, et l'infanterie collant derrière le barrage roulant. Les Allemands se retirent derrière la Souche.
Le 27 octobre, le régiment est relevé et se dirige par étapes dans la région de Crépy-en-Valois.
Le 11 novembre 1918, l'Armistice mettait fin aux opérations.
Le 1er décembre 1918, le régiment se met en route pour aller vers l'Alsace où il arrive le 10 janvier 1919.

### Entre-deux-guerres
Le 15 janvier 1919, le 14e régiment d'artillerie fait une entrée triomphale à Mulhouse, où il est passé en revue ainsi que toute la 36e division d'infanterie par le général de Castelnau et l'étendard du régiment reçoit la fourragère.
Cette année-là, il devient un régiment d'artillerie de campagne portée, le 14e RACP, en garnison à Bordeaux,. Il est dissous le 31 décembre 1923 selon la réorganisation décidée en mars 1923.

### Seconde Guerre Mondiale
Il est recréé le 9 septembre 1939 par le centre mobilisateur d'artillerie no 38. ll appartient à la 35e division d'infanterie lors de la bataille de France.

## Étendard
Il porte, cousues en lettres d'or dans ses plis, les inscriptions suivantes :
- Constantine 1837
- Sébastopol 1854-1855
- Magenta 1859
- Palikao 1860
- Verdun 1916
- L'Aisne 1917
- Montdidier 1918

## Sources et bibliographie
- Henri Kauffert : Historique de l'artillerie française.
- Louis Susane : Histoire de l'artillerie Française.
- Historique des corps de troupes 1569-1900.
- Historique du 14e régiment d'artillerie de campagne : 1914-1918, Bordeaux, V. Cambette, 1920 (lire en ligne).
- « Parcours et historiques des régiments d'artillerie durant 1914-1918 - N° 1 à 62 », sur chtimiste.com, avril 2022 (consulté le 15 septembre 2022).